# Birnie (atol)
Birnie is een atol en eiland in de Grote Oceaan. Het hoort bij Kiribati. Birnie is een eiland van de Phoenixeilanden. Het ligt ten zuiden van Kanton.
Het eiland is onbewoond en er is geen vliegveld. Birnie ligt ongeveer 1 meter boven zeeniveau. Er groeien geen bomen en het bestaat uit een dorre vlakte met meestal een paar lage struiken en grassen, die ooit de thuisbasis van veel (inmiddels uitgeroeide) konijnen was. Er is op het eiland ook geen ankerplaats, maar schepen kunnen hun lading overzetten op het strand als dat nodig is. Birnie werd in 1823 ontdekt door de Londense walvisvaarders Sydney Packet, T. Emmett en Master. Het eiland is vernoemd naar de eigenaar van het schip: de Londense firma Alexander Birnie & Co. Op 10 juli 1889 werd de Britse vlag omhoog gehesen, en het eiland werd uitgeroepen tot een protectoraat van het Verenigd Koninkrijk. Het eiland wordt tegenwoordig bewoond door veel vogelkolonies. Op het eiland ligt ook een lagune, waar weer twee kleine eilandjes in liggen, maar het meer is bijna altijd opgedroogd.

## Afbeeldingen

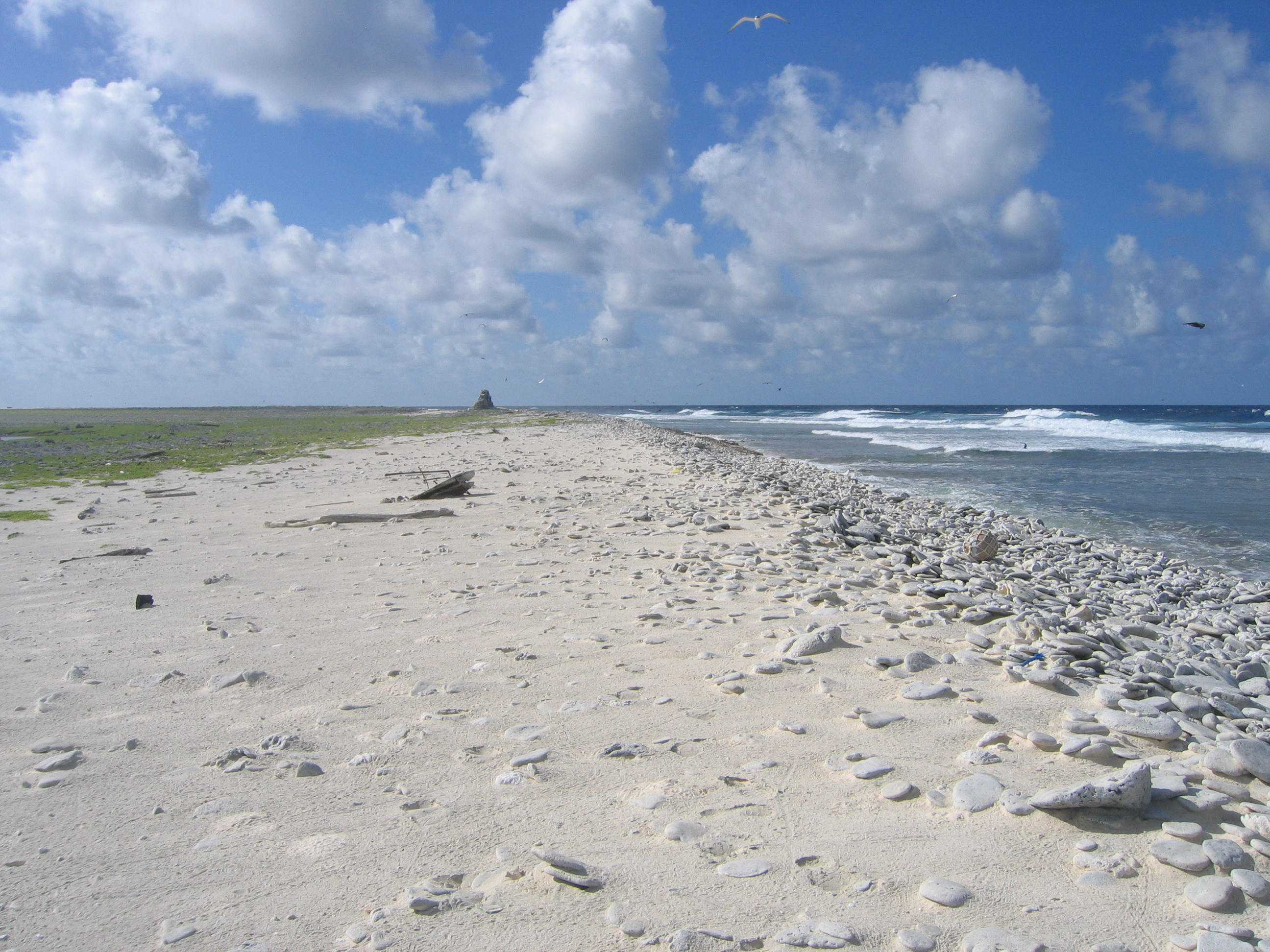
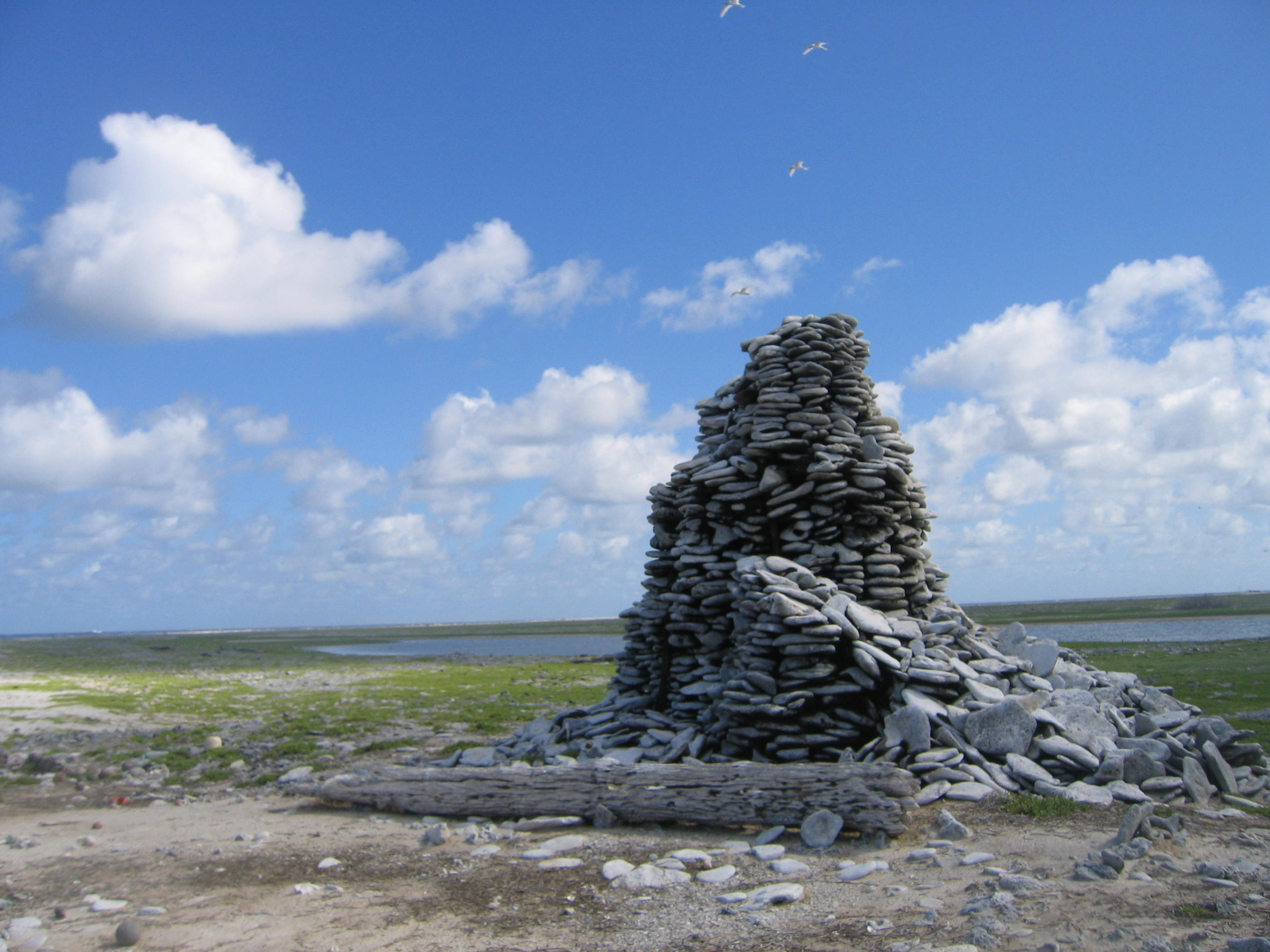
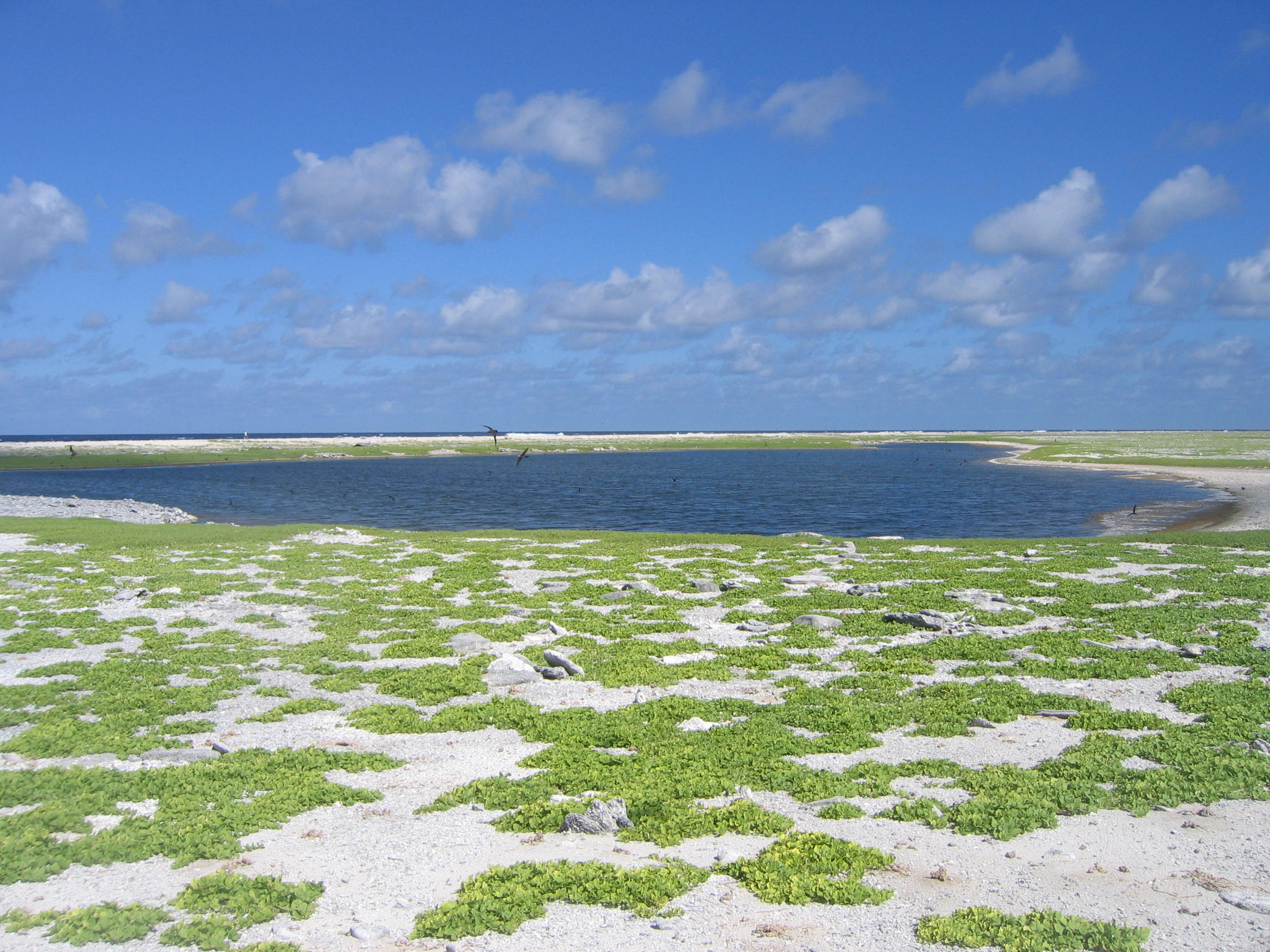
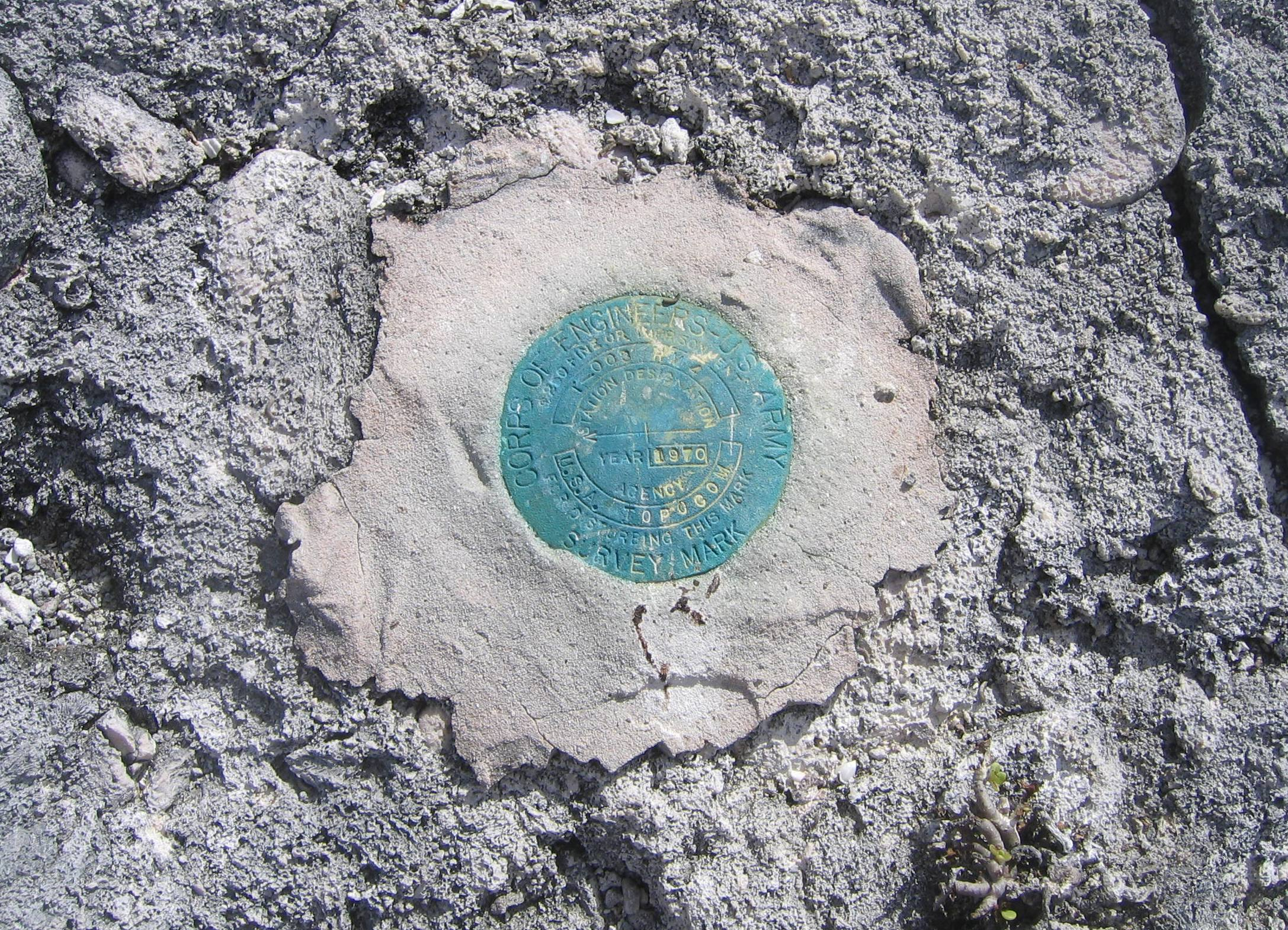